# Логінов Микола Логінович
Микола Логінович Логінов — радянський воєначальник, полковник, командир 139-ї стрілецької дивізії.

## Біографія
Народився в 1896 році в с. Долгово Псковської губернії. Член ВКП(б).
До призову в армію проживав в м.Ленінград.
З 13 лютого 1933 по 2 липня 1936 року був командиром 1-го Колгоспного кавалерійського полку.
З 2 липня 1936 по 1940 року був помічником командира 15-ї Кубанської кавалерійської дивізії.
В 1938 році став кавалером медалі «XX років Робітничо-Селянській Червоній Армії».
22 березня 1941 року призначений командиром 139-ї стрілецької дивізії в складі 37-го стрілецького корпусу. Перед початком Німецько-радянської війни частини дивізії були розташовані на території України та Ростовської області в селищі Чертково. 17 червня 1941 року від командування 37-го стрілецького корпусу було отримано шифрограму з вимогою 18 червня нечисленному формування під Чертково виступити в район міста Рогатин для проведення навчань. На прохання задіяти у навчаннях частини дивізії, що брали участь у виконанні оборонних робіт та охорони об'єктів на території України, від командування стрілецького корпусу було отримано відмову.
У складі 6 армії на Південного фронті командував дивізією у битві під Уманню.
8 серпня 1941 в лісі біля с. Копенкувате полковник Логінов був захоплений у німецький полон. Перебував у таборах і в'язницях: Замостя, в'язниці св. Хреста, фортеці Вюльцбург, Нюрнберг, Хамцальбург.
Звільнений у 1945 році.Перевірку проходив в 32-му запасному стрілецькому полку 12-ї запасної стрілецької дивізії.
11 вересня 1946 року був звільнений у запас в м. Ростов-на-Дону за наказом МВС СРСР № 0654.
7-8 грудня 1966 року брав участь у конференції «Бойові дії військ Південно-західного фронту на правобережній Україні в початковий період Великої Вітчизняної війни (червень — серпень 1941 р.)», організованої Військово-науковим товариством при Львівському окружному Будинку офіцерів.